# Miguel Alcubierre
Miguel Alcubierre Moya (Ciutat de Mèxic, 1964) és un físic teòric mexicà. Va estudiar Física a la Facultat de Ciències de la Universitat Nacional Autònoma de Mèxic. Alcubierre es va traslladar a Gal·les el 1990 per estudiar a la Universitat de Cardiff on va obtenir el seu doctorat el 1994.
En deixar Gal·les el 1996, va treballar durant un temps en el Max Planck Institute for Gravitational Physics a Potsdam, Alemanya, on va desenvolupar noves tècniques matemàtiques per descriure la física dels forats negres. Des del 2002, ha treballat a l'Institut de Ciències Nuclears de la Universitat Nacional Autònoma de Mèxic (UNAM) on coordina una investigació sobre la relativitat numèrica, un esforç per emprar ordinadors per formular i solucionar unes equacions físiques formulades per Albert Einstein.
Alcubierre és més conegut per haver desenvolupat un model matemàtic que permetria viatjar més ràpid que la llum sense violar el principi físic que sosté que res pot superar la velocitat de la llum. Segons explica el mateix Alcubierre, la idea se li va ocórrer veient la sèrie de ciència-ficció Star Trek. Aquest model matemàtic es diu mètrica d'Alcubierre i es correlaciona amb l'motor de curvatura (Warp Drive).
El Dr. Miguel Alcubierre Moya va ser nomenat director de l'Institut de Ciències Nuclears de la Universitat Nacional Autònoma de Mèxic (UNAM) l'11 de juny de 2012.